# Кларк, Маркес Эндрю
Маркус Эндрю Хислоп Кларк (англ. Marcus Andrew Hislop Clarke; 24 апреля 1846, Лондон — 2 августа 1881, Мельбурн) — австралийский писатель
.

## Биография
Маркус Эндрю Хислоп Кларк родился 24 апреля 1846 года в городе Лондоне. Еще юношей он эмигрировал в Австралию. Работал клерком в банке, затем пытался стать фермером; в 1867 году начал посылать рассказы в журнал «Australian Magazine». Позднее работал библиотекарем в Мельбурнской публичной библиотеке. 
Известность его основана главным образом на его беллетристических сочинениях, в которых он выступал тонким наблюдателем и реальным бытописателем. Из них наиболее выделяются роман «К пожизненной ссылке» (англ. «For the term of His Natural Life»; 1875), в котором описывается невыносимая жизнь ссыльных в Тасмании в начале XIX века, и повести «Chidiok Tich hourne», «Heavy Odds», «The Mystery of Major Molinew» и «Twist Shadow and Shine». 
В 1868 году он основал Yorick Club — литературный кружок, со временем собравший в свои ряды многих значительных австралийских авторов. Был знаком с поэтом-романтиком Виктором Дейли.
Маркус Эндрю Хислоп Кларк умер 2 августа 1881 года в городе Мельбурне.